# Vazha-Pshavela
Vazha-Pshavela (in georgiano ვაჟა–ფშაველა?), pseudonimo di Luka Razikashvili (in georgiano ლუკა რაზიკაშვილი?; Pshavi, 26 luglio 1861 – Tbilisi, 10 luglio 1915), è stato un poeta, giornalista, scrittore e drammaturgo georgiano ed una delle figure più rilevanti del movimento nazionale per la libertà. A lui la pittrice Tamára Abakéliâ dedicò alcune delle sue illustrazioni.

## Opere

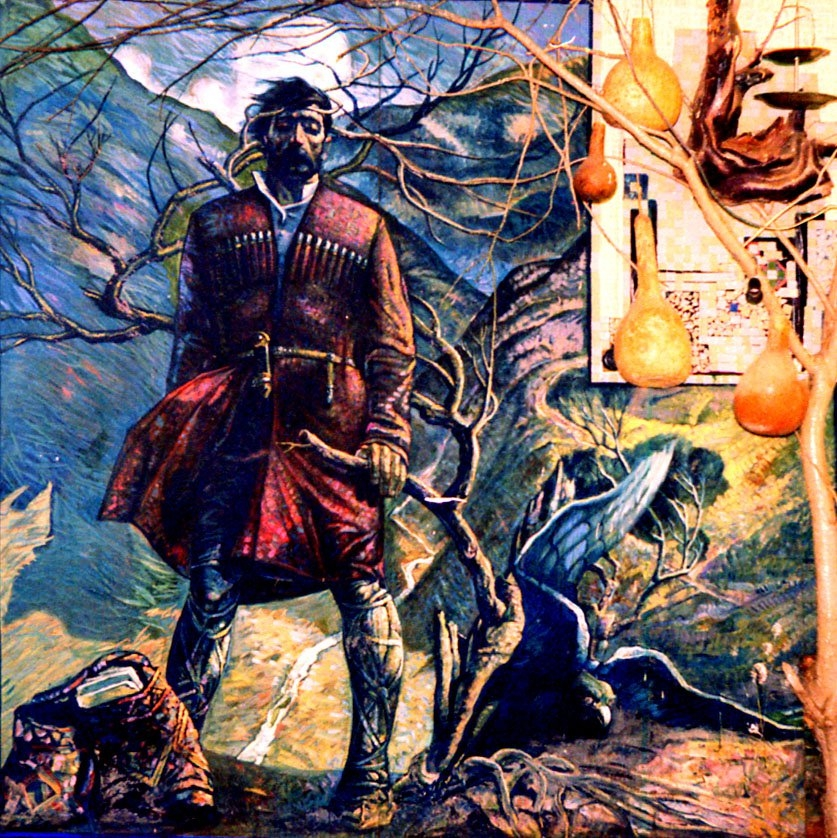
Guram Gagoshidze (Chobi)- Vazha-Pshavela, 1991

### Poemetti
- Aluda Ketelauri, 1888
- Bakhtrioni, 1892
- L'ospite e l'Ospite, 1893
- Il vendicatore del sangue, 1897
- Mangiatore di serpente, 1901

### Versi
- Un banchetto, 1886
- Matrimonio dell'orco, 1886
- Volontà di un goldfinger, 1891
- Una notte nella zona di montagna, 1890

### Racconti
- La storia il capriolo maschio, 1883
- Un faggio vecchio, 1889
- L'altezza di montagne, 1895

### Drammi
- La scena nella montagna, 1889
- Cacciato della patria , 1894
- La commedia di foresta, 1911

## Cinema
- Vedreba[1] (Lo scontro), Il dramma romantico, secondo le poesie Vazha-Pshavela "Aluda Ketelauri" e "L'ospite e l'Ospite", (Grand Prix a 17º festival Internazionale di Sanremo, 1974), il regista Tengiz Abuladze[2] - 1967
- Mokvetili[3], Il dramma romantico, secondo dramma del Vazha-Pshavela Cacciato della patria, il regista Giorgi (Gia) Mataradze - 1992